# Hendrik Scherpenhuijzen
Hendrik Dorotheus Scherpenhuijzen (ur. 3 kwietnia 1882 w Rotterdamie, zm. 28 czerwca 1971 w Amersfoort) – holenderski szermierz i oficer; brązowy medalista igrzysk olimpijskich.
Na igrzyskach olimpijskich w Paryżu w 1924 roku Holendrzy w składzie: Adrianus de Jong, Jetze Doorman, Hendrik Scherpenhuijzen, Jan van der Wiel, Maarten van Dulm i Henri Wijnoldy-Daniëls zdobyli brązowy medal w turnieju drużynowym szablistów. W turnieju indywidualnym nie wystąpił. Był to jego jedyny start olimpijski.
Nie zdobył medalu mistrzostw świata.
Służył w Koninklijke Landmacht osiągając stopień podpułkownika. Odznaczony między innymi Orderem Oranje-Nassau, Medalem Brązowego Lwa i Krzyżem Wojskowym.